# Parc d'État Denali
Pour les articles homonymes, voir Denali (homonymie).

Le parc d'État Denali (anglais : Denali State Park) est un parc d'État  d'Alaska aux États-Unis. D'une superficie de 1 249,71 kilomètres carrés, il est situé à l'est du parc national et réserve de Denali, le long de la George Parks Highway. Ce parc n'est pas aménagé, hormis deux zones de pique-nique, trois terrains de camping, dont celui qui borde Byers Lake ainsi que le départ de deux sentiers de randonnée.

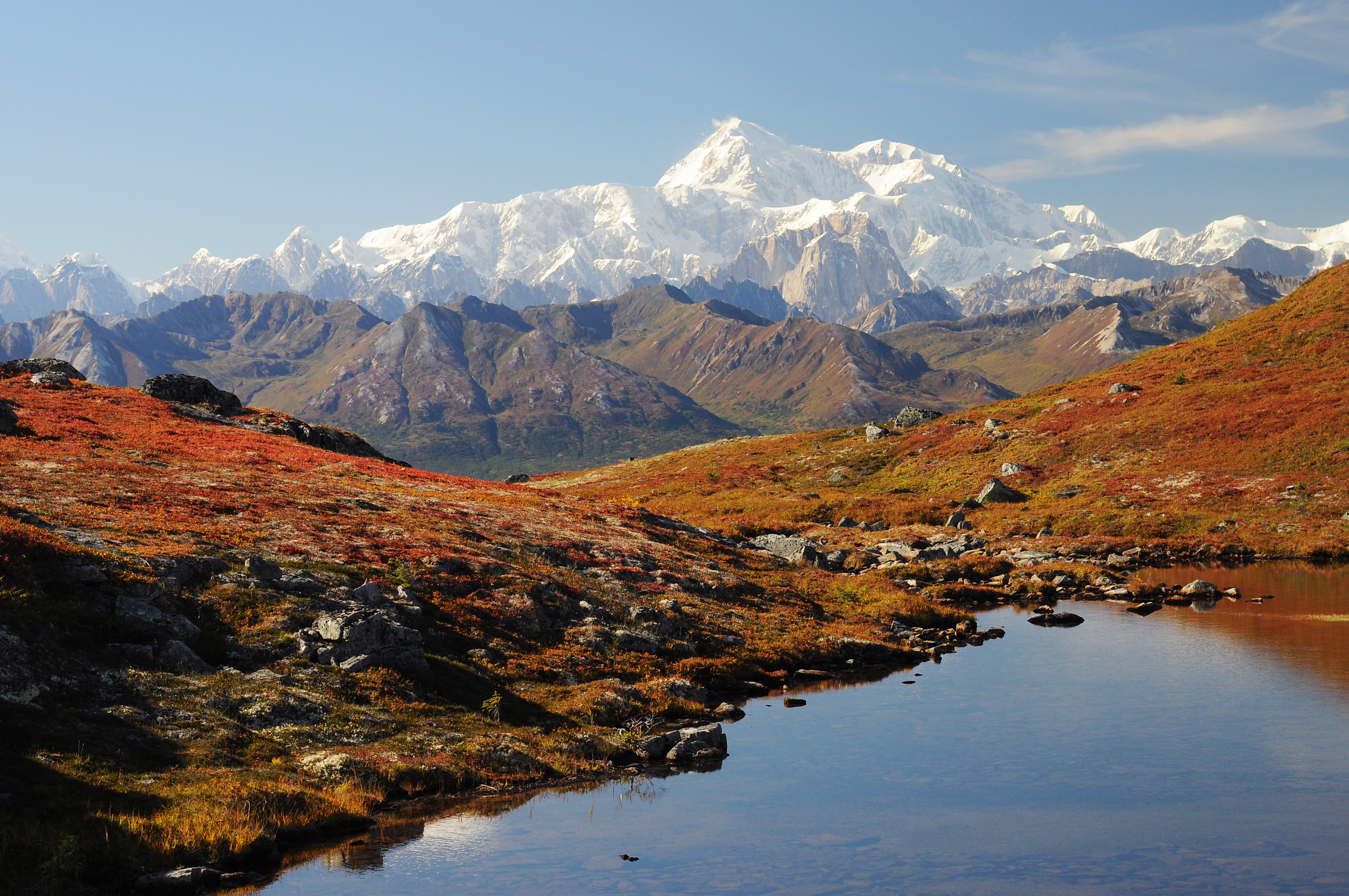
Couleurs sur Kesugi Ridge
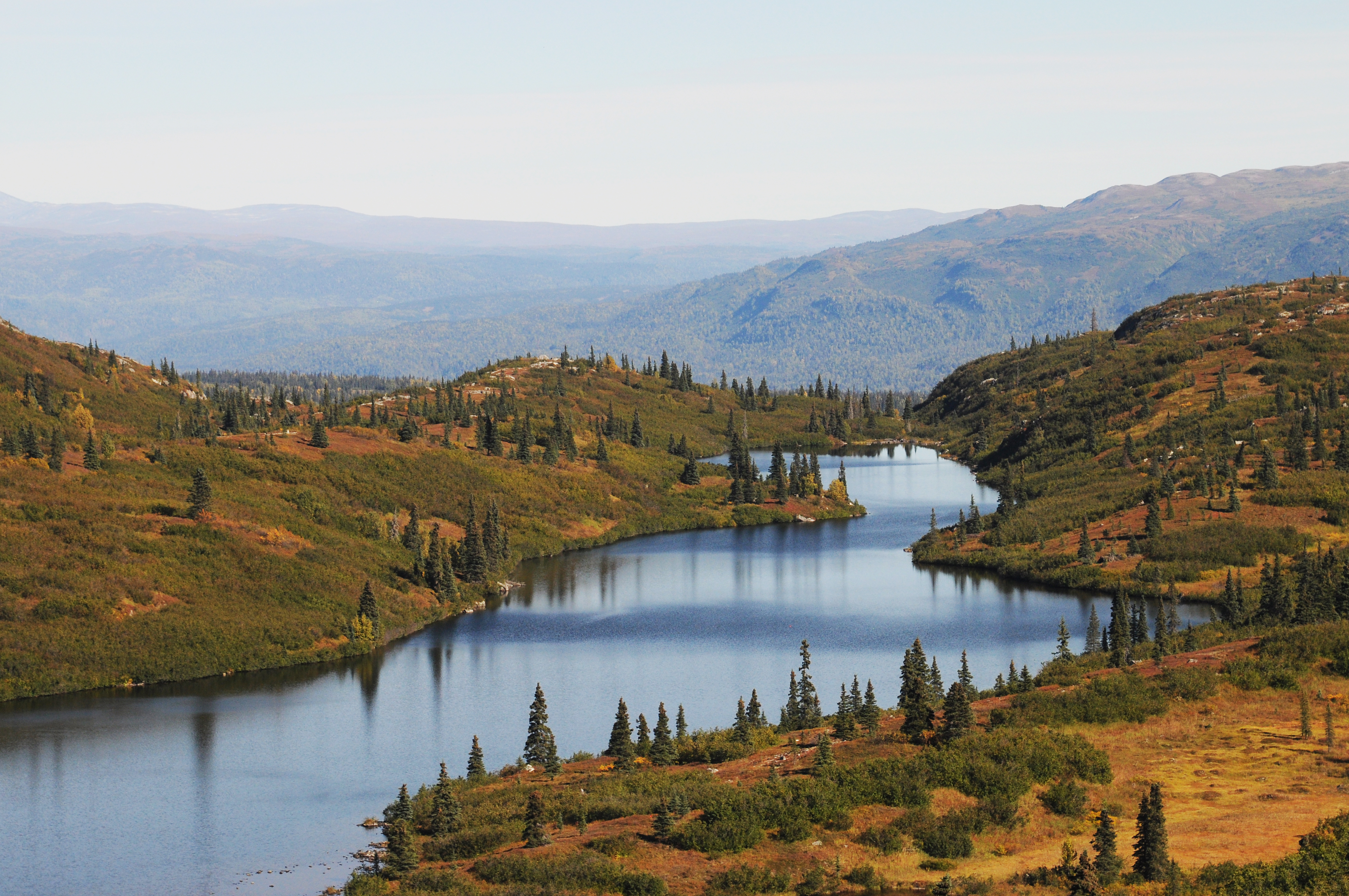
Skinny Lake
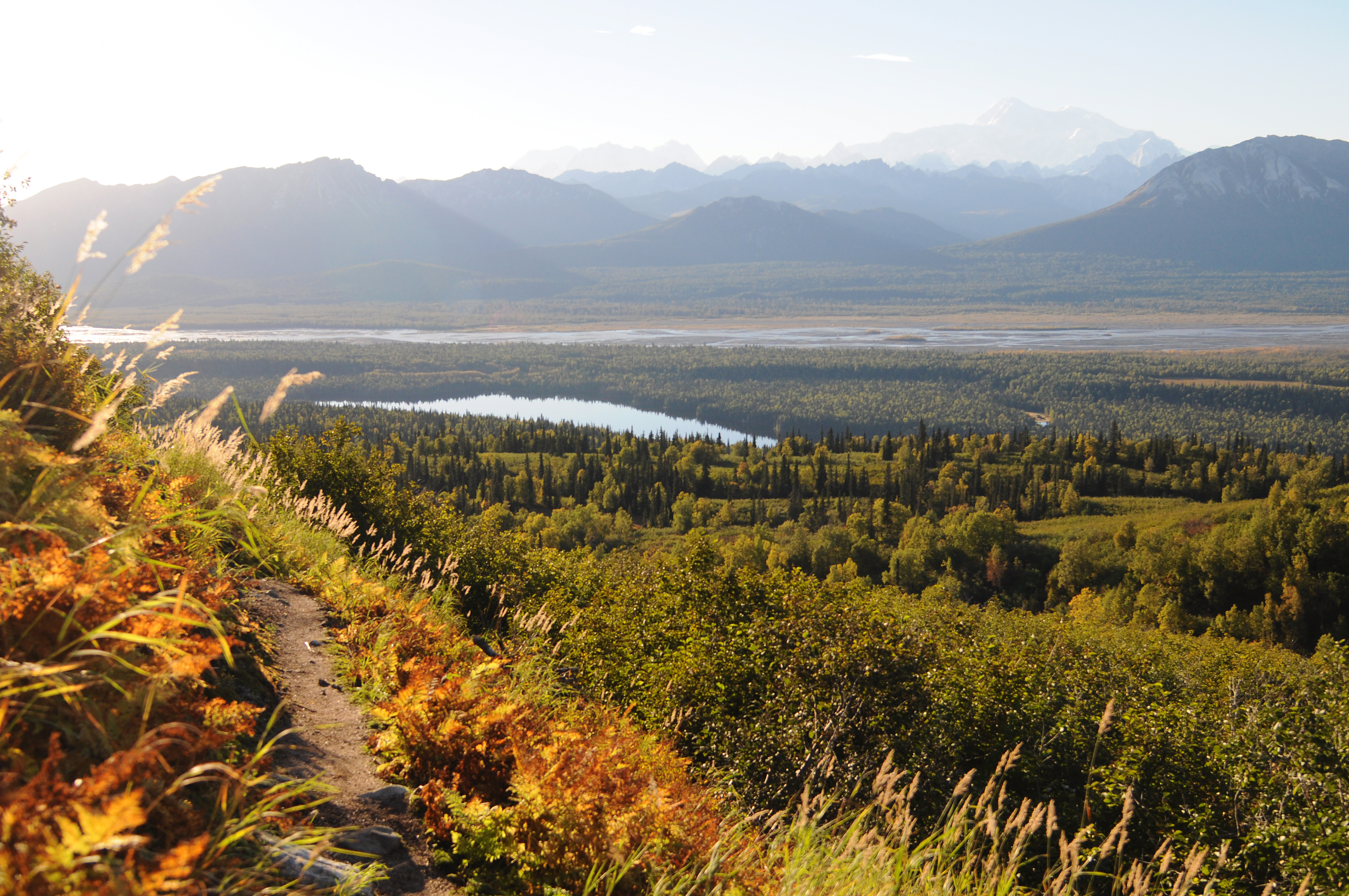
Byers Lake
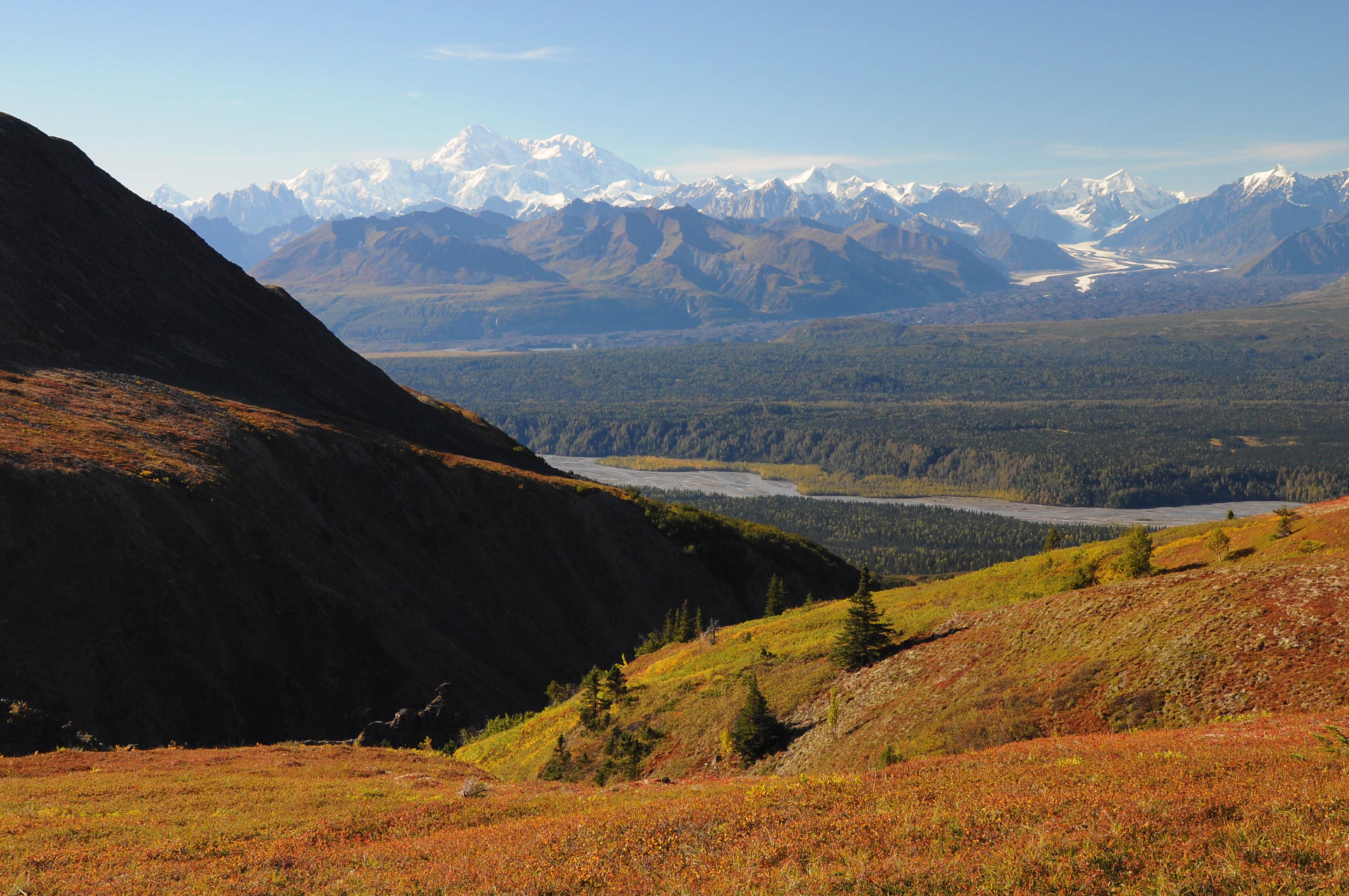
Kesugi Ridge

## Flore et faune
La flore et la faune du parc constituent un habitat très diversifié. 
Parmi les animaux que les visiteurs peuvent voir, notons les ours noirs et grizzlis, les castors, les cerfs, les wapitis, les orignaux et de plus petits mammifères terrestres. Certaines saisons attirent les insectes, comme les moustiques, les visiteurs doivent donc être préparés. De nombreuses espèces d'oiseaux uniques existent dans le parc, y compris certains oiseaux aquatiques. Par exemple, les huards, les balbuzards et les cygnes trompettes sont attirés par les nombreux lacs et cours d'eau du parc. La pêche dans les cours d'eau limpides offre également la possibilité d'observer de nombreux types de poissons, parmi lesquels les cinq espèces de saumon du Pacifique. 
La toundra abrite également de nombreuses espèces de plantes uniques capables de survivre hiver comme été, et le long des cours d’eau, de nombreux arbres et plantes peuvent être trouvés.